# Torneo Clausura 2007 (México)
El Torneo Clausura 2007 fue la edición LXXVII del campeonato de liga de la Primera División del fútbol mexicano; Se trató del 22º torneo corto, luego del cambio en el formato de competencia, con el que se cerró la temporada 2006-07.
El torneo comenzó el 19 de enero de 2007 con el partido entre los Tecos y los Tigres. Por otro lado San Luis, Santos y el Querétaro definieron que equipo descendería a Primera 'A'.

## Formato de competencia
Los 18 equipos participantes se dividen en 3 grupos de 6 equipos, juegan todos contra todos a una sola ronda, por lo que cada equipo jugó 17 partidos; al finalizar la temporada regular de 17 partidos califican a la liguilla los 2 primeros lugares de cada grupo y los 4 mejores ubicados en la tabla general califican al repechaje de donde salen los últimos 2 equipos para la liguilla.

## Equipos participantes
| \| Equipo \| Sede \| Entrenador \| Kit \| Patrocinios \| \| ----------- \| -------------------------------- \| ----------------------- \| -------- \| -------------------------------------------------- \| \| América \| Ciudad de México \| Luis Fernando Tena \| Nike \| Bimbo, Cerveza Corona \| \| Atlante \| Ciudad de México \| José Guadalupe Cruz \| Garcis \| Calzado Vavito, Pegaso, Cerveza Corona \| \| Atlas \| Guadalajara, Jalisco \| Rubén Omar Romano \| Kappa \| Bedoyecta, Cerveza Corona \| \| Jaguares \| Tuxtla Gutiérrez, Chiapas \| Eduardo de la Torre \| Atletica \| Banco Azteca, Cerveza Sol \| \| Cruz Azul \| Ciudad de México \| Isaac Mizrahi \| Umbro \| Cemento Cruz Azul, Telcel \| \| Guadalajara \| Guadalajara, Jalisco \| José Manuel de la Torre \| Reebok \| Bimbo, Toyota \| \| Monterrey \| Monterrey, Nuevo León \| Miguel Herrera \| Atletica \| Bimbo, Cerveza Carta Blanca, BBVA Bancomer \| \| Morelia \| Morelia, Michoacán \| Marco Antonio Figueroa \| Atletica \| LG, Cerveza Sol \| \| Necaxa \| Aguascalientes, Aguascalientes \| José Luis Trejo \| Atletica \| Visa, Cerveza Corona \| \| Pachuca \| Pachuca, Hidalgo \| Enrique Meza \| Puma \| Cemento Cruz Azul, Office Depot, Mitsubishi Motors \| \| Querétaro \| Querétaro, Querétaro \| Salvador Reyes \| Pirma \| Kellogg's, Cerveza Corona \| \| San Luis \| San Luis Potosí, San Luis Potosí \| Raúl Arias \| Atletica \| Takis, Cerveza Corona \| \| Santos \| Torreón, Coahuila \| Daniel Guzmán \| Atletica \| Soriana, Cerveza Corona \| \| Toluca \| Toluca, Estado de México \| Américo Gallego \| Atletica \| Banamex, Cerveza Corona \| \| Tecos \| Zapopan, Jalisco \| Darío Franco \| Atletica \| Banco Azteca, Aviacsa \| \| Pumas UNAM \| Ciudad de México \| Ricardo Ferretti \| Lotto \| Banamex, Boletazo \| \| Tigres UANL \| Monterrey, Nuevo León \| Mario Carrillo \| Adidas \| Cemex, Cerveza Carta Blanca \| \| Veracruz \| Veracruz, Veracruz \| Pedro Monzón \| Atletica \| Banco Azteca, Cerveza Sol \| |                                  |                         |          |                                                    |
| Equipo | Sede                             | Entrenador              | Kit      | Patrocinios                                        |
| América | Ciudad de México                 | Luis Fernando Tena      | Nike     | Bimbo, Cerveza Corona                              |
| Atlante | Ciudad de México                 | José Guadalupe Cruz     | Garcis   | Calzado Vavito, Pegaso, Cerveza Corona             |
| Atlas | Guadalajara, Jalisco             | Rubén Omar Romano       | Kappa    | Bedoyecta, Cerveza Corona                          |
| Jaguares | Tuxtla Gutiérrez, Chiapas        | Eduardo de la Torre     | Atletica | Banco Azteca, Cerveza Sol                          |
| Cruz Azul | Ciudad de México                 | Isaac Mizrahi           | Umbro    | Cemento Cruz Azul, Telcel                          |
| Guadalajara | Guadalajara, Jalisco             | José Manuel de la Torre | Reebok   | Bimbo, Toyota                                      |
| Monterrey | Monterrey, Nuevo León            | Miguel Herrera          | Atletica | Bimbo, Cerveza Carta Blanca, BBVA Bancomer         |
| Morelia | Morelia, Michoacán               | Marco Antonio Figueroa  | Atletica | LG, Cerveza Sol                                    |
| Necaxa | Aguascalientes, Aguascalientes   | José Luis Trejo         | Atletica | Visa, Cerveza Corona                               |
| Pachuca | Pachuca, Hidalgo                 | Enrique Meza            | Puma     | Cemento Cruz Azul, Office Depot, Mitsubishi Motors |
| Querétaro | Querétaro, Querétaro             | Salvador Reyes          | Pirma    | Kellogg's, Cerveza Corona                          |
| San Luis | San Luis Potosí, San Luis Potosí | Raúl Arias              | Atletica | Takis, Cerveza Corona                              |
| Santos | Torreón, Coahuila                | Daniel Guzmán           | Atletica | Soriana, Cerveza Corona                            |
| Toluca | Toluca, Estado de México         | Américo Gallego         | Atletica | Banamex, Cerveza Corona                            |
| Tecos | Zapopan, Jalisco                 | Darío Franco            | Atletica | Banco Azteca, Aviacsa                              |
| Pumas UNAM | Ciudad de México                 | Ricardo Ferretti        | Lotto    | Banamex, Boletazo                                  |
| Tigres UANL | Monterrey, Nuevo León            | Mario Carrillo          | Adidas   | Cemex, Cerveza Carta Blanca                        |
| Veracruz | Veracruz, Veracruz               | Pedro Monzón            | Atletica | Banco Azteca, Cerveza Sol                          |

### Cambios de entrenadores
| Equipo              | Entrenador (jornadas)                                                                                     |
| ------------------- | --- |
| Jaguares de Chiapas | Eduardo de la Torre (1 - 5) Víctor Manuel Vucetich (6 - 17)                                               |
| Veracruz            | Pedro Monzón (1 - 5) Carlos Barra (6)* Emilio Gallegos (7 - 9) Alex Domínguez (10)* Aníbal Ruiz (11 - 17) |

- Técnico interino

### Estadios
| Ciudad           | Estadio                 | Capacidad |
| ---------------- | ----------------------- | --------- |
| Aguascalientes   | Victoria                | 25.000    |
| Guadalajara      | Jalisco                 | 60.000    |
| México D.F.      | Azteca                  | 114.600   |
| México D.F.      | Azul                    | 37.000    |
| México D.F.      | Olímpico Universitario  | 66.000    |
| Monterrey        | Tecnológico             | 38.000    |
| Morelia          | Morelos                 | 41.056    |
| Pachuca          | Hidalgo                 | 30.000    |
| Querétaro        | Corregidora             | 40.785    |
| San Luis Potosí  | Alfonso Lastras Ramírez | 30.000    |
| Monterrey        | Universitario           | 43.600    |
| Torreón          | Corona                  | 18.500    |
| Toluca           | Nemesio Díez            | 27.000    |
| Tuxtla Gutiérrez | Víctor Manuel Reyna     | 25.222    |
| Veracruz         | Luis "Pirata" Fuente    | 30.000    |
| Guadalajara      | Tres de Marzo           | 30.015    |

## Clasificación final
| Pos. | Equipo        | Pts. | PJ | G  | E  | P  | GF | GC | Dif. | Clasificación                   |
| ---- | ------------- | ---- | -- | -- | -- | -- | -- | -- | ---- | ------------------------------- |
| 1    | Pachuca (C)   | 39   | 17 | 12 | 3  | 2  | 36 | 12 | +24  | Cuartos de final de la liguilla |
| 2    | Guadalajara   | 31   | 17 | 9  | 4  | 4  | 27 | 14 | +13  | Cuartos de final de la liguilla |
| 3    | América       | 30   | 17 | 9  | 3  | 5  | 26 | 15 | +11  | Cuartos de final de la liguilla |
| 4    | Cruz Azul     | 28   | 17 | 8  | 4  | 5  | 22 | 17 | +5   | Cuartos de final de la liguilla |
| 5    | Tecos UAG     | 25   | 17 | 6  | 7  | 4  | 30 | 23 | +7   | Cuartos de final de la liguilla |
| 6    | Atlas         | 25   | 17 | 7  | 4  | 6  | 20 | 17 | +3   | Reclasificación a liguilla      |
| 7    | San Luis      | 24   | 17 | 7  | 3  | 7  | 21 | 23 | −2   | Reclasificación a liguilla      |
| 8    | Tigres        | 23   | 17 | 6  | 5  | 6  | 17 | 20 | −3   | Cuartos de final de la liguilla |
| 9    | Santos        | 22   | 17 | 6  | 4  | 7  | 21 | 20 | +1   | Reclasificación a liguilla      |
| 10   | Morelia       | 22   | 17 | 7  | 1  | 9  | 23 | 25 | −2   | Reclasificación a liguilla      |
| 11   | Atlante       | 21   | 17 | 6  | 3  | 8  | 21 | 27 | −6   |                                 |
| 12   | UNAM          | 20   | 17 | 3  | 11 | 3  | 19 | 18 | +1   |                                 |
| 13   | Toluca        | 19   | 17 | 3  | 10 | 4  | 15 | 17 | −2   |                                 |
| 14   | Querétaro (D) | 19   | 17 | 4  | 7  | 6  | 15 | 20 | −5   | Descenso de categoría           |
| 15   | Monterrey     | 19   | 17 | 5  | 4  | 8  | 17 | 23 | −6   |                                 |
| 16   | Chiapas       | 19   | 17 | 5  | 4  | 8  | 16 | 26 | −10  |                                 |
| 17   | Necaxa        | 18   | 17 | 4  | 6  | 7  | 19 | 26 | −7   |                                 |
| 18   | Veracruz      | 12   | 17 | 3  | 3  | 11 | 11 | 33 | −22  |                                 |

 Fuente: MedioTiempo

### Grupos

#### Grupo 1
| Pos. | Equipo        | Pts. | PJ | G | E | P | GF | GC | Dif. | Clasificación                   |
| ---- | ------------- | ---- | -- | - | - | - | -- | -- | ---- | ------------------------------- |
| 1    | Guadalajara   | 31   | 17 | 9 | 4 | 4 | 27 | 14 | +13  | Cuartos de final de la liguilla |
| 2    | Cruz Azul     | 28   | 17 | 8 | 4 | 5 | 22 | 17 | +5   | Cuartos de final de la liguilla |
| 3    | Atlas         | 25   | 17 | 7 | 4 | 6 | 20 | 17 | +3   | Reclasificación a liguilla      |
| 4    | Querétaro (D) | 19   | 17 | 4 | 7 | 6 | 15 | 20 | −5   | Descenso de categoría           |
| 5    | Chiapas       | 19   | 17 | 5 | 4 | 8 | 16 | 26 | −10  |                                 |
| 6    | Necaxa        | 18   | 17 | 4 | 6 | 7 | 19 | 26 | −7   |                                 |

 Fuente: MedioTiempo

#### Grupo 2
| Pos. | Equipo      | Pts. | PJ | G  | E | P  | GF | GC | Dif. | Clasificación                   |
| ---- | ----------- | ---- | -- | -- | - | -- | -- | -- | ---- | ------------------------------- |
| 1    | Pachuca (C) | 39   | 17 | 12 | 3 | 2  | 36 | 12 | +24  | Cuartos de final de la liguilla |
| 2    | Tecos UAG   | 25   | 17 | 6  | 7 | 4  | 30 | 23 | +7   | Cuartos de final de la liguilla |
| 3    | San Luis    | 24   | 17 | 7  | 3 | 7  | 21 | 23 | −2   | Reclasificación a liguilla      |
| 4    | Atlante     | 21   | 17 | 6  | 3 | 8  | 21 | 27 | −6   |                                 |
| 5    | Monterrey   | 19   | 17 | 5  | 4 | 8  | 17 | 23 | −6   |                                 |
| 6    | Veracruz    | 12   | 17 | 3  | 3 | 11 | 11 | 33 | −22  |                                 |

 Fuente: MedioTiempo

#### Grupo 3
| Pos. | Equipo  | Pts. | PJ | G | E  | P | GF | GC | Dif. | Clasificación                   |
| ---- | ------- | ---- | -- | - | -- | - | -- | -- | ---- | ------------------------------- |
| 1    | América | 30   | 17 | 9 | 3  | 5 | 26 | 15 | +11  | Cuartos de final de la liguilla |
| 2    | Tigres  | 23   | 17 | 6 | 5  | 6 | 17 | 20 | −3   | Cuartos de final de la liguilla |
| 3    | Santos  | 22   | 17 | 6 | 4  | 7 | 21 | 20 | +1   | Reclasificación a liguilla      |
| 4    | Morelia | 22   | 17 | 7 | 1  | 9 | 23 | 25 | −2   | Reclasificación a liguilla      |
| 5    | UNAM    | 20   | 17 | 3 | 11 | 3 | 19 | 18 | +1   |                                 |
| 6    | Toluca  | 19   | 17 | 3 | 10 | 4 | 15 | 17 | −2   |                                 |

 Fuente: MedioTiempo

## Resultados

### Torneo regular
| Tecos       | 2 - 1 | Tigres   | Tres de Marzo          | 19 de enero | 20:30 |
| Querétaro   | 0 - 0 | Veracruz | Corregidora            | 20 de enero | 15:00 |
| Cruz Azul   | 3 - 2 | Pachuca  | Azul                   | 20 de enero | 17:00 |
| Monterrey   | 1 - 0 | Santos   | Tecnológico            | 20 de enero | 17:00 |
| Guadalajara | 1 - 1 | Toluca   | Jalisco                | 20 de enero | 19:00 |
| Morelia     | 3 - 1 | Atlante  | Morelos                | 20 de enero | 19:00 |
| Necaxa      | 3 - 1 | Jaguares | Victoria               | 20 de enero | 20:30 |
| UNAM        | 0 - 0 | Atlas    | Olímpico Universitario | 21 de enero | 12:00 |
| América     | 4 - 1 | San Luis | Azteca                 | 21 de enero | 16:00 |

| San Luis | 1 - 2 | Morelia     | Alfonso Lastras Ramírez | 27 de enero | 15:00 |
| Jaguares | 2 - 0 | Querétaro   | Víctor Manuel Reyna     | 27 de enero | 15:00 |
| Veracruz | 2 - 1 | UNAM        | Luis "Pirata" Fuente    | 27 de enero | 17:00 |
| Atlante  | 1 - 0 | Cruz Azul   | Azteca                  | 27 de enero | 17:00 |
| Tigres   | 1 - 0 | América     | Universitario           | 27 de enero | 19:00 |
| Pachuca  | 4 - 0 | Monterrey   | Hidalgo                 | 27 de enero | 19:00 |
| Atlas    | 4 - 1 | Tecos       | Jalisco                 | 27 de enero | 20:45 |
| Toluca   | 1 - 1 | Necaxa      | Nemesio Diez            | 28 de enero | 12:00 |
| Santos   | 2 - 3 | Guadalajara | Corona                  | 28 de enero | 20:00 |

| San Luis    | 3 - 0 | Atlante   | Alfonso Lastras Ramírez | 3 de febrero | 15:00 |
| Guadalajara | 0 - 1 | Pachuca   | Jalisco                 | 3 de febrero | 17:00 |
| Monterrey   | 1 - 2 | Cruz Azul | Tecnológico             | 3 de febrero | 17:00 |
| Querétaro   | 0 - 0 | Toluca    | Corregidora             | 3 de febrero | 17:00 |
| Morelia     | 0 - 0 | Tigres    | Morelos                 | 3 de febrero | 19:00 |
| Necaxa      | 1 - 0 | Santos    | Victoria                | 3 de febrero | 20:30 |
| UNAM        | 2 - 0 | Jaguares  | Olímpico Universitario  | 4 de febrero | 12:00 |
| América     | 0 - 1 | Atlas     | Azteca                  | 4 de febrero | 15:00 |
| Tecos       | 3 - 0 | Veracruz  | Tres de Marzo           | 4 de febrero | 16:00 |

| Jaguares  | 1 - 1 | Tecos       | Víctor Manuel Reyna  | 10 de febrero | 15:00 |
| Atlante   | 2 - 0 | Monterrey   | Azteca               | 10 de febrero | 17:00 |
| Cruz Azul | 1 - 2 | Guadalajara | Azul                 | 10 de febrero | 17:00 |
| Tigres    | 1 - 1 | San Luis    | Universitario        | 10 de febrero | 19:00 |
| Veracruz  | 2 - 4 | América     | Luis "Pirata" Fuente | 10 de febrero | 19:00 |
| Pachuca   | 1 - 1 | Necaxa      | Hidalgo              | 10 de febrero | 19:00 |
| Atlas     | 2 - 0 | Morelia     | Jalisco              | 10 de febrero | 20:45 |
| Toluca    | 2 - 2 | UNAM        | Nemesio Diez         | 11 de febrero | 12:00 |
| Santos    | 0 - 0 | Querétaro   | Corona               | 11 de febrero | 16:00 |

| Tecos       | 0 - 0 | Toluca    | Tres de Marzo          | 14 de febrero | 19:00 |
| América     | 4 - 1 | Jaguares  | Azteca                 | 14 de febrero | 20:00 |
| San Luis    | 1 - 0 | Atlas     | Alfonso Lastras        | 14 de febrero | 20:30 |
| Necaxa      | 0 - 2 | Cruz Azul | Victoria               | 14 de febrero | 20:30 |
| Querétaro   | 0 - 0 | Pachuca   | Corregidora            | 14 de febrero | 20:30 |
| Tigres      | 1 - 0 | Atlante   | Universitario          | 14 de febrero | 20:45 |
| Morelia     | 5 - 0 | Veracruz  | Morelos                | 14 de febrero | 21:00 |
| UNAM        | 2 - 1 | Santos    | Olímpico Universitario | 14 de febrero | 21:00 |
| Guadalajara | 1 - 1 | Monterrey | Jalisco                | 21 de febrero | 20:00 |

| Jaguares  | 2 - 1 | Morelia     | Morelos              | 17 de febrero | 15:00 |
| Veracruz  | 2 - 1 | San Luis    | Luis "Pirata" Fuente | 17 de febrero | 15:00 |
| Monterrey | 2 - 2 | Necaxa      | Tecnológico          | 17 de febrero | 17:00 |
| Cruz Azul | 0 - 0 | Querétaro   | Azul                 | 17 de febrero | 17:00 |
| Atlante   | 0 - 3 | Guadalajara | Azteca               | 17 de febrero | 17:00 |
| Pachuca   | 0 - 0 | UNAM        | Hidalgo              | 17 de febrero | 19:00 |
| Atlas     | 2 - 0 | Tigres      | Jalisco              | 17 de febrero | 20:45 |
| Toluca    | 2 - 2 | América     | Nemesio Diez         | 17 de febrero | 21:00 |
| Santos    | 1 - 1 | Tecos       | Corona               | 18 de febrero | 16:00 |

| San Luis  | 1 - 0 | Jaguares    | Alfonso Lastras        | 24 de febrero | 17:00 |
| Morelia   | 2 - 1 | Toluca      | Morelos                | 24 de febrero | 19:00 |
| Necaxa    | 2 - 4 | Guadalajara | Victoria               | 24 de febrero | 19:00 |
| Tigres    | 1 - 0 | Veracruz    | Universitario          | 24 de febrero | 19:00 |
| Querétaro | 2 - 1 | Monterrey   | Corregidora            | 24 de febrero | 20:00 |
| Atlas     | 1 - 1 | Atlante     | Jalisco                | 24 de febrero | 20:45 |
| UNAM      | 0 - 1 | Cruz Azul   | Olímpico Universitario | 25 de febrero | 12:00 |
| América   | 2 - 0 | Santos      | Azteca                 | 25 de febrero | 16:00 |
| Tecos     | 3 - 4 | Pachuca     | Tres de Marzo          | 25 de febrero | 16:00 |

| Jaguares    | 2 - 3 | Tigres    | Víctor Manuel Reyna  | 3 de marzo | 15:00 |
| Monterrey   | 0 - 1 | UNAM      | Tecnológico          | 3 de marzo | 17:00 |
| Veracruz    | 0 - 1 | Atlas     | Luis "Pirata" Fuente | 3 de marzo | 17:00 |
| Atlante     | 3 - 0 | Necaxa    | Azteca               | 3 de marzo | 17:00 |
| Cruz Azul   | 1 - 0 | Tecos     | Azul                 | 3 de marzo | 17:00 |
| Guadalajara | 2 - 0 | Querétaro | Jalisco              | 3 de marzo | 19:00 |
| Toluca      | 1 - 1 | San Luis  | Nemesio Diez         | 4 de marzo | 12:00 |
| Santos      | 2 - 1 | Morelia   | Corona               | 4 de marzo | 15:00 |
| Pachuca     | 1 - 0 | América   | Hidalgo              | 4 de marzo | 17:00 |

| Tecos     | 2 - 0 | Monterrey   | Tres de Marzo          | 9 de marzo  | 20:30 |
| Veracruz  | 0 - 1 | Atlante     | Luis "Pirata" Fuente   | 10 de marzo | 17:00 |
| San Luis  | 2 - 3 | Santos      | Alfonso Lastras        | 10 de marzo | 17:00 |
| Morelia   | 0 - 1 | Pachuca     | Morelos                | 10 de marzo | 19:00 |
| Tigres    | 0 - 1 | Toluca      | Universitario          | 10 de marzo | 19:00 |
| Querétaro | 2 - 0 | Necaxa      | Corregidora            | 10 de marzo | 20:00 |
| Atlas     | 0 - 1 | Jaguares    | Jalisco                | 10 de marzo | 20:45 |
| UNAM      | 0 - 0 | Guadalajara | Olímpico Universitario | 11 de marzo | 12:00 |
| América   | 0 - 0 | Cruz Azul   | Azteca                 | 11 de marzo | 20:00 |

| Jaguares    | 0 - 2 | Veracruz  | Víctor Manuel Reyna | 14 de marzo | 15:00 |
| Atlante     | 3 - 1 | Querétaro | Azteca              | 14 de marzo | 17:00 |
| Santos      | 0 - 1 | Tigres    | Corona              | 14 de marzo | 19:00 |
| Monterrey   | 1 - 0 | América   | Tecnológico         | 14 de marzo | 20:00 |
| Necaxa      | 1 - 1 | UNAM      | Victoria            | 14 de marzo | 20:30 |
| Cruz Azul   | 3 - 2 | Morelia   | Azul                | 14 de marzo | 21:00 |
| Pachuca     | 3 - 0 | San Luis  | Hidalgo             | 21 de marzo | 20:00 |
| Toluca      | 0 - 0 | Atlas     | Nemesio Diez        | 4 de abril  | 20:00 |
| Guadalajara | 2 - 2 | Tecos     | Jalisco             | 11 de abril | 20:45 |

| Jaguares | 2 - 1 | Atlante     | Víctor Manuel Reyna    | 17 de marzo | 15:00 |
| San Luis | 2 - 0 | Cruz Azul   | Alfonso Lastras        | 17 de marzo | 17:00 |
| Veracruz | 0 - 1 | Toluca      | Luis "Pirata" Fuente   | 17 de marzo | 17:00 |
| Morelia  | 1 - 0 | Monterrey   | Morelos                | 17 de marzo | 19:00 |
| Atlas    | 3 - 3 | Santos      | Jalisco                | 17 de marzo | 20:45 |
| UNAM     | 3 - 3 | Querétaro   | Olímpico Universitario | 18 de marzo | 12:00 |
| Tecos    | 2 - 1 | Necaxa      | Tres de Marzo          | 18 de marzo | 16:00 |
| América  | 1 - 0 | Guadalajara | Azteca                 | 18 de marzo | 20:00 |
| Tigres   | 2 - 0 | Pachuca     | Universitario          | 11 de abril | 20:45 |

| Guadalajara | 2 - 1 | Morelia  | Jalisco      | 21 de marzo | 20:00 |
| Cruz Azul   | 3 - 0 | Tigres   | Azul         | 21 de marzo | 20:15 |
| Querétaro   | 2 - 2 | Tecos    | Corregidora  | 24 de marzo | 15:00 |
| Monterrey   | 3 - 2 | San Luis | Tecnológico  | 24 de marzo | 17:00 |
| Atlante     | 1 - 1 | UNAM     | Azteca       | 24 de marzo | 19:00 |
| Necaxa      | 1 - 2 | América  | Victoria     | 24 de marzo | 20:30 |
| Pachuca     | 4 - 2 | Atlas    | Hidalgo      | 25 de marzo | 12:00 |
| Santos      | 1 - 0 | Veracruz | Corona       | 25 de marzo | 16:00 |
| Toluca      | 0 - 0 | Jaguares | Nemesio Diez | 25 de marzo | 19:00 |

| Jaguares | 1 - 1 | Santos      | Víctor Manuel Reyna  | 31 de marzo | 15:00 |
| San Luis | 1 - 0 | Guadalajara | Alfonso Lastras      | 31 de marzo | 17:00 |
| Veracruz | 0 - 5 | Pachuca     | Luis "Pirata" Fuente | 31 de marzo | 17:00 |
| Tigres   | 3 - 3 | Monterrey   | Universitario        | 31 de marzo | 19:00 |
| Morelia  | 0 - 1 | Necaxa      | Morelos              | 31 de marzo | 19:00 |
| Atlas    | 1 - 0 | Cruz Azul   | Jalisco              | 31 de marzo | 20:45 |
| Toluca   | 2 - 4 | Atlante     | Nemesio Diez         | 1 de abril  | 12:00 |
| Tecos    | 2 - 2 | UNAM        | Tres de Marzo        | 1 de abril  | 16:00 |
| América  | 2 - 0 | Querétaro   | Azteca               | 1 de abril  | 16:00 |

| Cruz Azul   | 4 - 2 | Veracruz | Azul                   | 7 de abril | 17:00 |
| Atlante     | 2 - 2 | Tecos    | Azteca                 | 7 de abril | 17:00 |
| Querétaro   | 3 - 1 | Morelia  | Corregidora            | 7 de abril | 17:00 |
| Monterrey   | 2 - 0 | Atlas    | Tecnológico            | 7 de abril | 17:00 |
| Guadalajara | 1 - 0 | Tigres   | Jalisco                | 7 de abril | 19:00 |
| Necaxa      | 1 - 2 | San Luis | Victoria               | 7 de abril | 20:30 |
| UNAM        | 1 - 1 | América  | Olímpico Universitario | 8 de abril | 12:00 |
| Santos      | 2 - 1 | Toluca   | Corona                 | 8 de abril | 15:00 |
| Pachuca     | 3 - 0 | Jaguares | Hidalgo                | 8 de abril | 17:00 |

| Jaguares | 2 - 2 | Cruz Azul   | Víctor Manuel Reyna  | 14 de abril | 15:00 |
| Veracruz | 0 - 0 | Monterrey   | Luis "Pirata" Fuente | 14 de abril | 17:00 |
| San Luis | 1 - 0 | Querétaro   | Alfonso Lastras      | 14 de abril | 17:00 |
| Morelia  | 2 - 1 | UNAM        | Morelos              | 14 de abril | 19:00 |
| Tigres   | 1 - 1 | Necaxa      | Universitario        | 14 de abril | 19:00 |
| Atlas    | 0 - 2 | Guadalajara | Jalisco              | 14 de abril | 20:45 |
| América  | 2 - 1 | Tecos       | Azteca               | 15 de abril | 16:00 |
| Santos   | 3 - 0 | Atlante     | Corona               | 15 de abril | 16:00 |
| Toluca   | 0 - 2 | Pachuca     | Nemesio Diez         | 15 de abril | 19:00 |

| Monterrey   | 2 - 0 | Jaguares | Tecnológico            | 21 de abril | 17:00 |
| Cruz Azul   | 0 - 0 | Toluca   | Azul                   | 21 de abril | 17:00 |
| Guadalajara | 4 - 0 | Veracruz | Jalisco                | 21 de abril | 19:00 |
| Pachuca     | 1 - 0 | Santos   | Hidalgo                | 21 de abril | 20:00 |
| Querétaro   | 1 - 0 | Tigres   | Corregidora            | 21 de abril | 20:00 |
| Necaxa      | 2 - 1 | Atlas    | Victoria               | 21 de abril | 20:30 |
| UNAM        | 1 - 1 | San Luis | Olímpico Universitario | 22 de abril | 12:00 |
| América     | 1 - 0 | Atlante  | Azteca                 | 22 de abril | 16:00 |
| Tecos       | 4 - 0 | Morelia  | Tres de Marzo          | 22 de abril | 16:00 |

| San Luis | 0 - 2 | Tecos       | Alfonso Lastras Ramírez | 29 de abril | 15:00 |
| Jaguares | 1 - 0 | Guadalajara | Víctor Manuel Reyna     | 29 de abril | 15:00 |
| Veracruz | 1 - 1 | Necaxa      | Luis "Pirata" Fuente    | 29 de abril | 17:00 |
| Atlante  | 1 - 4 | Pachuca     | Azteca                  | 29 de abril | 17:00 |
| Tigres   | 1 - 1 | UNAM        | Universitario           | 29 de abril | 19:00 |
| Morelia  | 2 - 1 | América     | Morelos                 | 29 de abril | 19:00 |
| Toluca   | 1 - 0 | Monterrey   | Nemesio Diez            | 30 de abril | 12:00 |
| Santos   | 2 - 0 | Cruz Azul   | Corona                  | 30 de abril | 16:00 |
| Atlas    | 2 - 0 | Querétaro   | Jalisco                 | 30 de abril | 16:00 |

### Tabla de Resultados
|             | AME | ATT | ATS | JAG | CAZ | GDL | MTY | MOR | NEC | PAC | QRO | SLP | SAN | TOL | UAG | UNAM | UANL | VER |
| América     |     | 1-0 | 0-1 | 4-1 | 0-0 | 1-0 |     |     |     |     | 2-0 | 4-1 | 2-0 |     | 2-1 |      |      |     |
| Atlante     |     |     | 1-1 |     | 1-0 | 0-3 | 2-0 |     | 3-0 | 1-4 | 3-1 |     |     |     | 2-2 | 1-1  |      |     |
| Atlas       |     |     |     | 0-1 | 1-0 | 0-2 |     | 2-0 |     |     | 2-0 |     | 3-3 |     | 4-1 |      | 2-0  |     |
| Jaguares    |     | 2-1 |     |     | 2-2 | 1-0 |     | 2-1 |     |     | 2-0 |     | 1-1 |     | 1-1 |      | 2-3  | 0-2 |
| Cruz Azul   |     |     |     |     |     | 1-2 |     | 3-2 |     | 3-2 | 0-0 |     |     | 0-0 | 1-0 |      | 3-0  | 4-2 |
| Guadalajara | 0-1 | 3-0 | 2-0 | 0-1 | 2-1 |     | 1-1 | 2-1 | 4-2 | 0-1 | 2-0 | 0-1 | 3-2 | 1-1 | 2-2 | 0-0  | 1-0  | 4-0 |
| Monterrey   | 1-0 |     | 2-0 | 2-0 | 1-2 |     |     |     | 2-2 |     |     | 3-2 | 1-0 |     |     | 0-1  |      |     |
| Morelia     | 2-1 | 3-1 |     |     |     | 1-2 | 1-0 |     | 0-1 | 0-1 |     |     |     | 2-1 |     | 2-1  | 0-0  | 5-0 |
| Necaxa      | 1-2 |     | 2-1 | 3-1 | 0-2 | 2-4 |     |     |     |     |     | 1-2 |     |     |     | 1-1  |      |     |
| Pachuca     | 1-0 |     | 4-2 | 3-0 |     | 1-0 | 4-0 |     | 1-1 |     |     | 3-0 | 1-0 |     |     | 0-0  |      |     |
| Querétaro   |     |     |     |     |     | 0-2 | 2-1 | 3-1 | 2-0 | 0-0 |     |     |     | 0-0 | 2-2 |      | 2-1  | 0-0 |
| San Luis    |     | 3-0 | 1-0 | 1-0 | 2-0 | 1-0 |     | 1-2 |     |     | 1-0 |     | 2-3 |     | 0-2 |      |      |     |
| Santos      |     | 3-0 |     |     | 2-0 | 2-3 |     | 2-1 | 1-0 |     | 0-0 |     |     | 2-1 | 1-1 |      | 0-1  | 1-0 |
| Toluca      | 2-2 | 2-4 | 0-0 | 0-0 |     | 1-1 | 1-0 |     | 1-1 | 0-2 |     | 1-1 |     |     |     | 2-2  |      |     |
| Tecos       |     |     |     |     |     | 2-2 | 2-0 | 4-0 | 2-1 | 3-4 |     |     |     | 0-0 |     | 2-2  | 2-1  | 3-0 |
| UNAM        | 1-1 |     | 0-0 | 2-0 | 0-1 | 0-0 |     |     |     |     | 3-3 | 1-1 | 2-1 |     |     |      |      |     |
| Tigres UANL | 1-0 | 1-0 |     |     |     | 0-1 | 3-3 |     | 1-1 | 2-0 |     | 1-1 |     | 0-2 |     | 1-1  |      | 1-0 |
| Veracruz    | 2-4 | 0-1 | 0-1 |     |     | 0-4 | 0-0 |     | 1-1 | 0-5 |     | 2-1 |     | 0-1 |     | 2-1  |      |     |

 * El equipo de la línea vertical hace de local. 

## Liguilla
|  | Reclasificación                                    | Reclasificación                                    | Reclasificación                                    | Reclasificación                                    | Reclasificación                                    |   |   | Cuartos de final                                              | Cuartos de final                                              | Cuartos de final                                              | Cuartos de final                                              | Cuartos de final                                              |   |   | Semifinales                                          | Semifinales                                          | Semifinales                                          | Semifinales                                          | Semifinales                                          |   |  | Final                                                | Final                                                | Final                                                | Final                                                | Final                                                |  |
|  | 2 de mayo de 2007 (ida) 5 de mayo de 2007 (vuelta) | 2 de mayo de 2007 (ida) 5 de mayo de 2007 (vuelta) | 2 de mayo de 2007 (ida) 5 de mayo de 2007 (vuelta) | 2 de mayo de 2007 (ida) 5 de mayo de 2007 (vuelta) | 2 de mayo de 2007 (ida) 5 de mayo de 2007 (vuelta) |   |   | 9 y 10 de mayo de 2007 (ida) 12 y 13 de mayo de 2007 (vuelta) | 9 y 10 de mayo de 2007 (ida) 12 y 13 de mayo de 2007 (vuelta) | 9 y 10 de mayo de 2007 (ida) 12 y 13 de mayo de 2007 (vuelta) | 9 y 10 de mayo de 2007 (ida) 12 y 13 de mayo de 2007 (vuelta) | 9 y 10 de mayo de 2007 (ida) 12 y 13 de mayo de 2007 (vuelta) |   |   | 17 de mayo de 2007 (ida) 20 de mayo de 2007 (vuelta) | 17 de mayo de 2007 (ida) 20 de mayo de 2007 (vuelta) | 17 de mayo de 2007 (ida) 20 de mayo de 2007 (vuelta) | 17 de mayo de 2007 (ida) 20 de mayo de 2007 (vuelta) | 17 de mayo de 2007 (ida) 20 de mayo de 2007 (vuelta) |   |  | 25 de mayo de 2007 (ida) 27 de mayo de 2007 (vuelta) | 25 de mayo de 2007 (ida) 27 de mayo de 2007 (vuelta) | 25 de mayo de 2007 (ida) 27 de mayo de 2007 (vuelta) | 25 de mayo de 2007 (ida) 27 de mayo de 2007 (vuelta) | 25 de mayo de 2007 (ida) 27 de mayo de 2007 (vuelta) |  |
|  |                                                    |                                                    |                                                    |                                                    |                                                    |   |   |                                                               |                                                               |                                                               |                                                               |                                                               |   |   |                                                      |                                                      |                                                      |                                                      |                                                      |   |  |                                                      |                                                      |                                                      |                                                      |                                                      |  |
|  |                                                    |                                                    |                                                    |                                                    |                                                    |   |   |                                                               |                                                               |                                                               |                                                               |                                                               |   |   |                                                      |                                                      |                                                      |                                                      |                                                      |   |  |                                                      |                                                      |                                                      |                                                      |                                                      |  |
|  |                                                    |                                                    |                                                    |                                                    |                                                    |   |   |                                                               |                                                               |                                                               |                                                               |                                                               |   |   |                                                      |                                                      |                                                      |                                                      |                                                      |   |  |                                                      |                                                      |                                                      |                                                      |                                                      |  |
|  |                                                    |                                                    |                                                    |                                                    |                                                    |   |   |                                                               |                                                               |                                                               |                                                               |                                                               |   |   |                                                      |                                                      |                                                      |                                                      |                                                      |   |  |                                                      |                                                      |                                                      |                                                      |                                                      |  |
|  |                                                    |                                                    |                                                    |                                                    |                                                    |   |   |                                                               |                                                               |                                                               |                                                               |                                                               |   |   |                                                      |                                                      |                                                      |                                                      |                                                      |   |  |                                                      |                                                      |                                                      |                                                      |                                                      |  |
|  |                                                    | 1                                                  | Pachuca (*)                                        | 1                                                  | 1                                                  | 2 |   |                                                               |                                                               |                                                               |                                                               |                                                               |   |   |                                                      |                                                      |                                                      |                                                      |                                                      |   |  |                                                      |                                                      |                                                      |                                                      |                                                      |  |
|  |                                                    |                                                    |                                                    |                                                    |                                                    | 2 |   |                                                               |                                                               |                                                               |                                                               |                                                               |   |   |                                                      |                                                      |                                                      |                                                      |                                                      |   |  |                                                      |                                                      |                                                      |                                                      |                                                      |  |
|  |                                                    |                                                    | 9                                                  | Santos                                             | 1                                                  | 1 | 2 |                                                               |                                                               |                                                               |                                                               |                                                               |   |   |                                                      |                                                      |                                                      |                                                      |                                                      |   |  |                                                      |                                                      |                                                      |                                                      |                                                      |  |
|  | 7                                                  | San Luis                                           | 9                                                  | Santos                                             | 1                                                  | 1 | 2 | 1                                                             | 0                                                             | 1                                                             |                                                               |                                                               |   |   |                                                      |                                                      |                                                      |                                                      |                                                      |   |  |                                                      |                                                      |                                                      |                                                      |                                                      |  |
|  | 7                                                  | San Luis                                           |                                                    |                                                    |                                                    |   |   |                                                               |                                                               | 1                                                             |                                                               |                                                               |   |   |                                                      |                                                      |                                                      |                                                      |                                                      |   |  |                                                      |                                                      |                                                      |                                                      |                                                      |  |
|  | 9                                                  | Santos                                             | 0                                                  | 2                                                  | 2                                                  |   |   |                                                               |                                                               |                                                               |                                                               |                                                               |   |   |                                                      |                                                      |                                                      |                                                      |                                                      |   |  |                                                      |                                                      |                                                      |                                                      |                                                      |  |
|  | 9                                                  | Santos                                             | 0                                                  | 2                                                  | 2                                                  |   |   |                                                               |                                                               |                                                               |                                                               |                                                               |   | 1 | Pachuca                                              | 3                                                    | -                                                    | 3                                                    |                                                      |   |  |                                                      |                                                      |                                                      |                                                      |                                                      |  |
|  |                                                    |                                                    |                                                    |                                                    |                                                    |   |   |                                                               |                                                               |                                                               |                                                               |                                                               |   | 1 | Pachuca                                              | 3                                                    | -                                                    | 3                                                    |                                                      |   |  |                                                      |                                                      |                                                      |                                                      |                                                      |  |
|  |                                                    |                                                    | 4                                                  | Cruz Azul                                          | 1                                                  | - | 1 |                                                               |                                                               |                                                               |                                                               |                                                               |   |   |                                                      |                                                      |                                                      |                                                      |                                                      |   |  |                                                      |                                                      |                                                      |                                                      |                                                      |  |
|  |                                                    |                                                    | 4                                                  | Cruz Azul                                          | 1                                                  | - | 1 |                                                               |                                                               |                                                               |                                                               |                                                               |   |   |                                                      |                                                      |                                                      |                                                      |                                                      |   |  |                                                      |                                                      |                                                      |                                                      |                                                      |  |
|  |                                                    |                                                    |                                                    |                                                    |                                                    |   |   |                                                               |                                                               |                                                               |                                                               |                                                               |   |   |                                                      |                                                      |                                                      |                                                      |                                                      |   |  |                                                      |                                                      |                                                      |                                                      |                                                      |  |
|  |                                                    |                                                    |                                                    |                                                    |                                                    |   |   |                                                               |                                                               |                                                               |                                                               |                                                               |   |   |                                                      |                                                      |                                                      |                                                      |                                                      |   |  |                                                      |                                                      |                                                      |                                                      |                                                      |  |
|  |                                                    | 4                                                  | Cruz Azul                                          | 1                                                  | 1                                                  | 2 |   |                                                               |                                                               |                                                               |                                                               |                                                               |   |   |                                                      |                                                      |                                                      |                                                      |                                                      |   |  |                                                      |                                                      |                                                      |                                                      |                                                      |  |
|  |                                                    |                                                    |                                                    |                                                    |                                                    | 2 |   |                                                               |                                                               |                                                               |                                                               |                                                               |   |   |                                                      |                                                      |                                                      |                                                      |                                                      |   |  |                                                      |                                                      |                                                      |                                                      |                                                      |  |
|  |                                                    |                                                    | 5                                                  | Tecos UAG                                          | 0                                                  | 0 | 0 |                                                               |                                                               |                                                               |                                                               |                                                               |   |   |                                                      |                                                      |                                                      |                                                      |                                                      |   |  |                                                      |                                                      |                                                      |                                                      |                                                      |  |
|  |                                                    |                                                    | 5                                                  | Tecos UAG                                          | 0                                                  | 0 | 0 |                                                               |                                                               |                                                               |                                                               |                                                               |   |   |                                                      |                                                      |                                                      |                                                      |                                                      |   |  |                                                      |                                                      |                                                      |                                                      |                                                      |  |
|  |                                                    |                                                    |                                                    |                                                    |                                                    |   |   |                                                               |                                                               |                                                               |                                                               |                                                               |   |   |                                                      |                                                      |                                                      |                                                      |                                                      |   |  |                                                      |                                                      |                                                      |                                                      |                                                      |  |
|  |                                                    |                                                    |                                                    |                                                    |                                                    |   |   |                                                               |                                                               |                                                               |                                                               |                                                               |   |   |                                                      |                                                      |                                                      |                                                      |                                                      |   |  |                                                      |                                                      |                                                      |                                                      |                                                      |  |
|  |                                                    |                                                    |                                                    |                                                    |                                                    |   |   |                                                               |                                                               |                                                               |                                                               |                                                               |   |   |                                                      | 1                                                    | Pachuca                                              | 2                                                    | 1                                                    | 3 |  |                                                      |                                                      |                                                      |                                                      |                                                      |  |
|  |                                                    |                                                    |                                                    |                                                    |                                                    |   |   |                                                               |                                                               |                                                               |                                                               |                                                               |   |   |                                                      |                                                      |                                                      |                                                      |                                                      | 3 |  |                                                      |                                                      |                                                      |                                                      |                                                      |  |
|  |                                                    |                                                    | 3                                                  | América                                            | 1                                                  | 1 | 2 |                                                               |                                                               |                                                               |                                                               |                                                               |   |   |                                                      |                                                      |                                                      |                                                      |                                                      |   |  |                                                      |                                                      |                                                      |                                                      |                                                      |  |
|  |                                                    |                                                    | 3                                                  | América                                            | 1                                                  | 1 | 2 |                                                               |                                                               |                                                               |                                                               |                                                               |   |   |                                                      |                                                      |                                                      |                                                      |                                                      |   |  |                                                      |                                                      |                                                      |                                                      |                                                      |  |
|  |                                                    |                                                    |                                                    |                                                    |                                                    |   |   |                                                               |                                                               |                                                               |                                                               |                                                               |   |   |                                                      |                                                      |                                                      |                                                      |                                                      |   |  |                                                      |                                                      |                                                      |                                                      |                                                      |  |
|  |                                                    |                                                    |                                                    |                                                    |                                                    |   |   |                                                               |                                                               |                                                               |                                                               |                                                               |   |   |                                                      |                                                      |                                                      |                                                      |                                                      |   |  |                                                      |                                                      |                                                      |                                                      |                                                      |  |
|  |                                                    | 2                                                  | Guadalajara                                        | 3                                                  | 3                                                  | 6 |   |                                                               |                                                               |                                                               |                                                               |                                                               |   |   |                                                      |                                                      |                                                      |                                                      |                                                      |   |  |                                                      |                                                      |                                                      |                                                      |                                                      |  |
|  |                                                    |                                                    |                                                    |                                                    |                                                    | 6 |   |                                                               |                                                               |                                                               |                                                               |                                                               |   |   |                                                      |                                                      |                                                      |                                                      |                                                      |   |  |                                                      |                                                      |                                                      |                                                      |                                                      |  |
|  |                                                    |                                                    | 8                                                  | Tigres                                             | 1                                                  | 2 | 3 |                                                               |                                                               |                                                               |                                                               |                                                               |   |   |                                                      |                                                      |                                                      |                                                      |                                                      |   |  |                                                      |                                                      |                                                      |                                                      |                                                      |  |
|  |                                                    |                                                    | 8                                                  | Tigres                                             | 1                                                  | 2 | 3 |                                                               |                                                               |                                                               |                                                               |                                                               |   |   |                                                      |                                                      |                                                      |                                                      |                                                      |   |  |                                                      |                                                      |                                                      |                                                      |                                                      |  |
|  |                                                    |                                                    |                                                    |                                                    |                                                    |   |   |                                                               |                                                               |                                                               |                                                               |                                                               |   |   |                                                      |                                                      |                                                      |                                                      |                                                      |   |  |                                                      |                                                      |                                                      |                                                      |                                                      |  |
|  |                                                    |                                                    |                                                    |                                                    |                                                    |   |   |                                                               |                                                               |                                                               |                                                               |                                                               |   |   |                                                      |                                                      |                                                      |                                                      |                                                      |   |  |                                                      |                                                      |                                                      |                                                      |                                                      |  |
|  |                                                    |                                                    |                                                    |                                                    |                                                    |   |   |                                                               | 2                                                             | Guadalajara                                                   | 0                                                             | 0                                                             | 0 |   |                                                      |                                                      |                                                      |                                                      |                                                      |   |  |                                                      |                                                      |                                                      |                                                      |                                                      |  |
|  |                                                    |                                                    |                                                    |                                                    |                                                    |   |   |                                                               |                                                               |                                                               |                                                               |                                                               | 0 |   |                                                      |                                                      |                                                      |                                                      |                                                      |   |  |                                                      |                                                      |                                                      |                                                      |                                                      |  |
|  |                                                    |                                                    | 3                                                  | América                                            | 1                                                  | 1 | 2 |                                                               |                                                               |                                                               |                                                               |                                                               |   |   |                                                      |                                                      |                                                      |                                                      |                                                      |   |  |                                                      |                                                      |                                                      |                                                      |                                                      |  |
|  |                                                    |                                                    | 3                                                  | América                                            | 1                                                  | 1 | 2 |                                                               |                                                               |                                                               |                                                               |                                                               |   |   |                                                      |                                                      |                                                      |                                                      |                                                      |   |  |                                                      |                                                      |                                                      |                                                      |                                                      |  |
|  |                                                    |                                                    |                                                    |                                                    |                                                    |   |   |                                                               |                                                               |                                                               |                                                               |                                                               |   |   |                                                      |                                                      |                                                      |                                                      |                                                      |   |  |                                                      |                                                      |                                                      |                                                      |                                                      |  |
|  |                                                    |                                                    |                                                    |                                                    |                                                    |   |   |                                                               |                                                               |                                                               |                                                               |                                                               |   |   |                                                      |                                                      |                                                      |                                                      |                                                      |   |  |                                                      |                                                      |                                                      |                                                      |                                                      |  |
|  |                                                    | 3                                                  | América                                            | 3                                                  | 4                                                  | 7 |   |                                                               |                                                               |                                                               |                                                               |                                                               |   |   |                                                      |                                                      |                                                      |                                                      |                                                      |   |  |                                                      |                                                      |                                                      |                                                      |                                                      |  |
|  |                                                    |                                                    |                                                    |                                                    |                                                    | 7 |   |                                                               |                                                               |                                                               |                                                               |                                                               |   |   |                                                      |                                                      |                                                      |                                                      |                                                      |   |  |                                                      |                                                      |                                                      |                                                      |                                                      |  |
|  |                                                    |                                                    | 6                                                  | Atlas                                              | 3                                                  | 1 | 4 |                                                               |                                                               |                                                               |                                                               |                                                               |   |   |                                                      |                                                      |                                                      |                                                      |                                                      |   |  |                                                      |                                                      |                                                      |                                                      |                                                      |  |
|  | 6                                                  | Atlas (*)                                          | 6                                                  | Atlas                                              | 3                                                  | 1 | 4 | 1                                                             | 0                                                             | 1                                                             |                                                               |                                                               |   |   |                                                      |                                                      |                                                      |                                                      |                                                      |   |  |                                                      |                                                      |                                                      |                                                      |                                                      |  |
|  | 6                                                  | Atlas (*)                                          |                                                    |                                                    |                                                    |   |   |                                                               |                                                               | 1                                                             |                                                               |                                                               |   |   |                                                      |                                                      |                                                      |                                                      |                                                      |   |  |                                                      |                                                      |                                                      |                                                      |                                                      |  |
|  | 10                                                 | Morelia                                            | 1                                                  | 0                                                  | 1                                                  |   |   |                                                               |                                                               |                                                               |                                                               |                                                               |   |   |                                                      |                                                      |                                                      |                                                      |                                                      |   |  |                                                      |                                                      |                                                      |                                                      |                                                      |  |
|  | 10                                                 | Morelia                                            | 1                                                  | 0                                                  | 1                                                  |   |   |                                                               |                                                               |                                                               |                                                               |                                                               |   |   |                                                      |                                                      |                                                      |                                                      |                                                      |   |  |                                                      |                                                      |                                                      |                                                      |                                                      |  |
|  |                                                    |                                                    |                                                    |                                                    |                                                    |   |   |                                                               |                                                               |                                                               |                                                               |                                                               |   |   |                                                      |                                                      |                                                      |                                                      |                                                      |   |  |                                                      |                                                      |                                                      |                                                      |                                                      |  |

- (*) Avanza por su posición en la tabla

|                            |
| Pachuca Campeón 5° título. |

### Reclasificación
| 2 de mayo de 2007, 16:00 | Santos | 0-1 (0-0) | San Luis | Estadio Corona, Torreón, Coahuila |                              |
|                          |        |           | Luna 57' | Árbitro(s): Mauricio Morales      | Árbitro(s): Mauricio Morales |

| 5 de mayo de 2007, 18:30                | San Luis | 0-2 (0-0) | Santos                  | Estadio Alfonso Lastras, San Luis, San Luis Potosí |                           |
|                                         |          |           | Ortíz 73' · Jiménez 89' | Árbitro(s): Manuel Glower                          | Árbitro(s): Manuel Glower |
| Santos avanza a Cuartos de final (2-1). |          |           |                         |                                                    |                           |

| 2 de mayo de 2007, 21:00 | Morelia      | 1-1 (0-1) | Atlas       | Estadio Morelos, Morelia, Michoacán |                           |
|                          | Balcázar 10' |           | Sánchez 88' | Árbitro(s): Gabriel Gómez           | Árbitro(s): Gabriel Gómez |

| 5 de mayo de 2007, 20:45                                           | Atlas | 0-0 (0-0) | Morelia | Estadio Jalisco, Guadalajara, Jalisco |  |
|                                                                    |       |           |         | Árbitro(s): Fabián Delgado            |  |
| Atlas avanza a Cuartos de final (1-1), mejor posición en la tabla. |       |           |         |                                       |  |

### Cuartos de final
| 9 de mayo de 2007, 20:30 | Tecos | 0-1 (0-1) | Cruz Azul | Estadio Tres de Marzo, Zapopan, Jalisco |                           |
|                          |       |           | Núñez 31  | Árbitro(s): Jaime Herrera               | Árbitro(s): Jaime Herrera |

| 12 de mayo de 2007, 17:00                 | Cruz Azul | 1-0 (0-0) | Tecos | Estadio Azul, Ciudad de México |                             |
|                                           | Núñez 47' |           |       | Árbitro(s): Marco Rodríguez    | Árbitro(s): Marco Rodríguez |
| Cruz Azul avanza a las Semifinales (2-0). |           |           |       |                                |                             |

| 9 de mayo de 2007, 18:30 | Tigres      | 1-3 (0-1) | Guadalajara                             | Estadio Universitario, San Nicolás de los Garza, Nuevo León |                            |
|                          | Fonseca 72' |           | Martínez 20' · Medina 71' · Esparza 80' | Árbitro(s): Roberto García                                  | Árbitro(s): Roberto García |

| 12 de mayo de 2007, 20:00               | Guadalajara                                                 | 3-2 (1-1) | Tigres                               | Estadio Jalisco, Guadalajara, Jalisco |                              |
|                                         | Rivas 42' (a.g.) · Saavedra 74' (a.g.) · Bautista 88' (pen) |           | Lozano 27' (pen) · Fonseca 82' (pen) | Árbitro(s): Germán Arredondo          | Árbitro(s): Germán Arredondo |
| Guadalajara avanza a Semifinales (6-3). |                                                             |           |                                      |                                       |                              |

| 10 de mayo de 2007, 20:45 | Atlas                                        | 3-3 (1-1) | América                      | Estadio Jalisco, Guadalajara, Jalisco |                         |
|                           | Pérez 34' · Guardado 74' · Olivera 86' (pen) |           | Cabañas 4' 80' · Infante 59' | Árbitro(s): Jorge Gasso               | Árbitro(s): Jorge Gasso |

| 13 de mayo de 2007, 17:00           | América                                        | 4-1 (2-0) | Atlas     | Estadio Azteca, Ciudad de México |                             |
|                                     | Blanco 12', 75' · Fernández 38' · Mosqueda 81' |           | Navia 46' | Árbitro(s): Paul Delgadillo      | Árbitro(s): Paul Delgadillo |
| América avanza a Semifinales (7-4). |                                                |           |           |                                  |                             |

| 10 de mayo de 2007, 18:00 | Santos     | 1-1 (1-1) | Pachuca      | Estadio Corona, Torreón, Coahuila |                            |
|                           | Marcón 21' |           | Caballero 8' | Árbitro(s): Fabián Delgado        | Árbitro(s): Fabián Delgado |

| 13 de mayo de 2007, 20:00                                       | Pachuca     | 1-1 (1-1) | Santos      | Estadio Hidalgo, Pachuca, Hidalgo |                               |
|                                                                 | Salazar 62' |           | Jiménez 67' | Árbitro(s): Armando Archundia     | Árbitro(s): Armando Archundia |
| Pachuca avanza a Semifinales (2-2), mejor posición en la tabla. |             |           |             |                                   |                               |

### Semifinal
Cruz Azul fue suspendido un partido luego de alinear a un jugador no elegible (Salvador Carmona), por lo que fue descalificado de la fase final del Torneo Clausura 2007 y Pachuca avanzó a la final del Torneo. 
| 17 de mayo de 2007, 18:00 | Cruz Azul             | 1-3 (1-2) | Pachuca                               | Estadio Azul, Ciudad de México |                             |
|                           | Borgetti 45'+2' (pen) |           | Caballero 20' · Giménez 34' (pen) 61' | Árbitro(s): Paul Delgadillo    | Árbitro(s): Paul Delgadillo |

| 20 de mayo de 2007, 20:00        | Pachuca | 2-0' | Cruz Azul | Estadio Hidalgo, Pachuca, Hidalgo |  |
| Pachuca avanza a la final (3-1). |         |      |           |                                   |  |

| 17 de mayo de 2007, 20:30 | América     | 1-0 (0-0) | Guadalajara | Estadio Azteca, Ciudad de México                              |                                                               |
|                           | Cabañas 61' |           |             | Asistencia: 104.000 espectadores Árbitro(s): Mauricio Morales | Asistencia: 104.000 espectadores Árbitro(s): Mauricio Morales |

| 20 de mayo de 2007, 18:00        | Guadalajara | 0-1 (0-0) | América       | Estadio Jalisco, Guadalajara, Jalisco                   |                                                         |
|                                  |             |           | Rodríguez 75' | Asistencia: 60.000 espectadores Árbitro(s): Jorge Gasso | Asistencia: 60.000 espectadores Árbitro(s): Jorge Gasso |
| América avanza a la final (2-0). |             |           |               |                                                         |                                                         |

### Final
| 25 de mayo de 2007, 20:30 | América          | 1-2 (0-0) | Pachuca        | Estadio Azteca, Ciudad de México                              |                                                               |
|                           | Blanco 82' (pen) |           | Cacho 53', 74' | Asistencia: 104.000 espectadores Árbitro(s): Mauricio Morales | Asistencia: 104.000 espectadores Árbitro(s): Mauricio Morales |

| 27 de mayo de 2007, 20:10              | Pachuca   | 1-1 (0-0) | América    | Estadio Hidalgo, Pachuca, Hidalgo                           |                                                             |
|                                        | Cacho 82' |           | Blanco 68' | Asistencia: 30.000 espectadores Árbitro(s): Marco Rodríguez | Asistencia: 30.000 espectadores Árbitro(s): Marco Rodríguez |
| Pachuca consigue su 5° título de liga. |           |           |            |                                                             |                                                             |

| 1       | Juego de Ida | 2       |
| América |              | Pachuca |

| AMÉRICA: |                      |     |     |
| 1 | Guillermo Ochoa      |     |     |
| 2 | Ismael Rodríguez     |     | 56' |
| 3 | José Antonio Castro  | 25' |     |
| 5 | Duilio Davino        |     |     |
| 9 | Salvador Cabañas     |     |     |
| 10 | Cuauhtémoc Blanco    | 69' |     |
| 16 | Francisco Rojas      |     |     |
| 18 | Germán Villa         | 81' |     |
| 20 | Alejandro Argüello   |     |     |
| 22 | Alvin Mendoza        |     | 56' |
| 55 | Santiago Fernández   | 44' | 65' |
| Suplentes: |                      |     |     |
| 4 | Óscar Rojas          | 84' | 56' |
| 6 | Diego Cervantes      |     |     |
| 7 | Daniel Bilos         |     | 65' |
| 17 | Ignacio Torres       |     |     |
| 23 | Nelson Cuevas        |     | 56' |
| 30 | Armando Navarrete    |     |     |
| 52 | Juan Carlos Mosqueda |     |     |
| Director Técnico: |                      |     |     |
| Luis Fernando Tena Árbitro: Mauricio Morales Asistentes: Santiago Rojas José Luis Camargo Cuarto árbitro: Hugo León Guajardo |                      |     |     |

| PACHUCA:          |                    |     |     |
| 1                 | Miguel Calero      |     |     |
| 2                 | Leobardo López     |     |     |
| 3                 | Aquivaldo Mosquera |     |     |
| 6                 | Jaime Correa       |     |     |
| 8                 | Gabriel Caballero  | 84' |     |
| 10                | Andrés Chitiva     |     | 56' |
| 11                | Juan Carlos Cacho  | 81' | 86' |
| 13                | Fernando Salazar   | 32' | 58' |
| 14                | Marvin Cabrera     |     |     |
| 19                | Christian Gímenez  | 89' |     |
| 21                | Fausto Pínto       | 42' |     |
| Suplentes:        |                    |     |     |
| 4                 | Marco Pérez        |     |     |
| 7                 | Damián Álvarez     |     | 56' |
| 9                 | Luis Ángel Landín  |     | 86' |
| 12                | Édgar Hernández    |     |     |
| 16                | Carlos Rodríguez   |     | 58' |
| 22                | Paul Aguilar       |     |     |
| 27                | Omar Arellano      |     |     |
| Director Técnico: |                    |     |     |
| Enrique Meza      |                    |     |     |

| AMÉRICA: |                      |     |     |
| 1 | Guillermo Ochoa      |     |     |
| 2 | Ismael Rodríguez     |     | 56' |
| 3 | José Antonio Castro  | 25' |     |
| 5 | Duilio Davino        |     |     |
| 9 | Salvador Cabañas     |     |     |
| 10 | Cuauhtémoc Blanco    | 69' |     |
| 16 | Francisco Rojas      |     |     |
| 18 | Germán Villa         | 81' |     |
| 20 | Alejandro Argüello   |     |     |
| 22 | Alvin Mendoza        |     | 56' |
| 55 | Santiago Fernández   | 44' | 65' |
| Suplentes: |                      |     |     |
| 4 | Óscar Rojas          | 84' | 56' |
| 6 | Diego Cervantes      |     |     |
| 7 | Daniel Bilos         |     | 65' |
| 17 | Ignacio Torres       |     |     |
| 23 | Nelson Cuevas        |     | 56' |
| 30 | Armando Navarrete    |     |     |
| 52 | Juan Carlos Mosqueda |     |     |
| Director Técnico: |                      |     |     |
| Luis Fernando Tena Árbitro: Mauricio Morales Asistentes: Santiago Rojas José Luis Camargo Cuarto árbitro: Hugo León Guajardo |                      |     |     |

| PACHUCA:          |                    |     |     |
| 1                 | Miguel Calero      |     |     |
| 2                 | Leobardo López     |     |     |
| 3                 | Aquivaldo Mosquera |     |     |
| 6                 | Jaime Correa       |     |     |
| 8                 | Gabriel Caballero  | 84' |     |
| 10                | Andrés Chitiva     |     | 56' |
| 11                | Juan Carlos Cacho  | 81' | 86' |
| 13                | Fernando Salazar   | 32' | 58' |
| 14                | Marvin Cabrera     |     |     |
| 19                | Christian Gímenez  | 89' |     |
| 21                | Fausto Pínto       | 42' |     |
| Suplentes:        |                    |     |     |
| 4                 | Marco Pérez        |     |     |
| 7                 | Damián Álvarez     |     | 56' |
| 9                 | Luis Ángel Landín  |     | 86' |
| 12                | Édgar Hernández    |     |     |
| 16                | Carlos Rodríguez   |     | 58' |
| 22                | Paul Aguilar       |     |     |
| 27                | Omar Arellano      |     |     |
| Director Técnico: |                    |     |     |
| Enrique Meza      |                    |     |     |

| 1       | Juego de Vuelta | 1       |
| Pachuca |                 | América |

| PACHUCA: |           |     |     |
| 1 | Calero    |     |     |
| 2 | López     |     |     |
| 3 | Mosquera  |     |     |
| 6 | Correa    |     |     |
| 8 | Caballero |     |     |
| 10 | Chitiva   |     | 61' |
| 11 | Cacho     |     |     |
| 14 | Cabrera   |     |     |
| 16 | Rodríguez |     | 69' |
| 19 | Gímenez   |     | 87' |
| 21 | Pínto     | 24' |     |
| Suplentes: |           |     |     |
| 4 | Pérez     |     |     |
| 7 | Álvarez   |     | 61' |
| 9 | Landín    |     | 87' |
| 12 | Hernández |     |     |
| 13 | Salazar   |     | 69' |
| 22 | Aguilar   |     |     |
| 27 | Arellano  |     |     |
| Director Técnico: |           |     |     |
| Enrique Meza Árbitro: Marco Antonio Rodríguez Asistentes: Marvin Torrentera Hector Delgadillo Cuarto árbitro: Jorge Gasso |           |     |     |

| AMÉRICA:           |           |     |     |
| 1                  | Ochoa     |     |     |
| 3                  | Castro    |     |     |
| 4                  | Rojas     |     |     |
| 5                  | Davino    |     |     |
| 9                  | Cabañas   |     |     |
| 10                 | Blanco    |     |     |
| 16                 | Rojas     | 5'  |     |
| 18                 | Villa     | 47' |     |
| 20                 | Arguello  |     | 83' |
| 22                 | Mendoza   |     | 87' |
| 52                 | Mosqueda  |     | 45' |
| Suplentes:         |           |     |     |
| 6                  | Cervantes |     |     |
| 7                  | Bilos     |     | 83' |
| 14                 | Infante   |     |     |
| 17                 | Torres    |     |     |
| 23                 | Cuevas    |     | 45' |
| 30                 | Navrrete  |     |     |
| 55                 | Fernández |     | 87' |
| Director Técnico:  |           |     |     |
| Luis Fernando Tena |           |     |     |

| PACHUCA: |           |     |     |
| 1 | Calero    |     |     |
| 2 | López     |     |     |
| 3 | Mosquera  |     |     |
| 6 | Correa    |     |     |
| 8 | Caballero |     |     |
| 10 | Chitiva   |     | 61' |
| 11 | Cacho     |     |     |
| 14 | Cabrera   |     |     |
| 16 | Rodríguez |     | 69' |
| 19 | Gímenez   |     | 87' |
| 21 | Pínto     | 24' |     |
| Suplentes: |           |     |     |
| 4 | Pérez     |     |     |
| 7 | Álvarez   |     | 61' |
| 9 | Landín    |     | 87' |
| 12 | Hernández |     |     |
| 13 | Salazar   |     | 69' |
| 22 | Aguilar   |     |     |
| 27 | Arellano  |     |     |
| Director Técnico: |           |     |     |
| Enrique Meza Árbitro: Marco Antonio Rodríguez Asistentes: Marvin Torrentera Hector Delgadillo Cuarto árbitro: Jorge Gasso |           |     |     |

| AMÉRICA:           |           |     |     |
| 1                  | Ochoa     |     |     |
| 3                  | Castro    |     |     |
| 4                  | Rojas     |     |     |
| 5                  | Davino    |     |     |
| 9                  | Cabañas   |     |     |
| 10                 | Blanco    |     |     |
| 16                 | Rojas     | 5'  |     |
| 18                 | Villa     | 47' |     |
| 20                 | Arguello  |     | 83' |
| 22                 | Mendoza   |     | 87' |
| 52                 | Mosqueda  |     | 45' |
| Suplentes:         |           |     |     |
| 6                  | Cervantes |     |     |
| 7                  | Bilos     |     | 83' |
| 14                 | Infante   |     |     |
| 17                 | Torres    |     |     |
| 23                 | Cuevas    |     | 45' |
| 30                 | Navrrete  |     |     |
| 55                 | Fernández |     | 87' |
| Director Técnico:  |           |     |     |
| Luis Fernando Tena |           |     |     |

## Goleadores
| 11 goles Omar Bravo-Guadalajara 10 goles Javier Cámpora-Chiapas 8 goles Juan Carlos Cacho-Pachuca Gustavo Biscayzacú-Atlante 7 goles Fernando Arce-Morelia Christian Giménez-Pachuca Emanuel Villa-UAG Hugo Droguett-UAG | 6 goles Salvador Cabañas-América Richard Nuñez-Cruz Azul Miguel Sabah-Cruz Azul Luis Orozco-Cruz Azul Leandro Gracián-Monterrey 5 goles Cuauhtémoc Blanco-América Francisco Fonseca-UANL Sebastián Abreu-San Luis |

| \| Mejor Ofensiva \| Mejor Ofensiva \| Coc. \| Mejor Defensiva \| Mejor Defensiva \| Coc. \| \| Pachuca \| 44 \| 2.00 \| Pachuca \| 17 \| 0.73 \| \| Guadalajara \| 35 \| 1.67 \| Guadalajara \| 19 \| 0.90 \| \| América \| 37 \| 1.61 \| América \| 21 \| 0.91 \| \| UAG \| 30 \| 1.58 \| Cruz Azul \| 20 \| 1.00 \| \| Morelia \| 24 \| 1.26 \| Toluca \| 17 \| 1.00 \| \| Cruz Azul \| 25 \| 1.25 \| UNAM \| 18 \| 1.06 \| \| Atlante \| 21 \| 1.24 \| Santos \| 23 \| 1.10 \| \| Atlas \| 25 \| 1.19 \| Querétaro \| 20 \| 1.18 \| \| San Luis \| 22 \| 1.15 \| Atlas \| 25 \| 1.19 \| \| UNAM \| 19 \| 1.12 \| UAG \| 25 \| 1.32 \| \| Necaxa \| 19 \| 1.12 \| San Luis \| 25 \| 1.32 \| \| Santos \| 25 \| 1.09 \| Monterrey \| 23 \| 1.35 \| \| UANL \| 20 \| 1.05 \| UANL \| 26 \| 1.37 \| \| Monterrey \| 17 \| 1.00 \| Morelia \| 26 \| 1.37 \| \| Chiapas \| 16 \| 0.94 \| Chiapas \| 26 \| 1.53 \| \| Toluca \| 15 \| 0.88 \| Necaxa \| 26 \| 1.53 \| \| Querétaro \| 15 \| 0.88 \| Atlante \| 27 \| 1.59 \| \| Veracruz \| 11 \| 0.65 \| Veracruz \| 33 \| 1.94 \| |                |      |                 |                 |      |
| Mejor Ofensiva | Mejor Ofensiva | Coc. | Mejor Defensiva | Mejor Defensiva | Coc. |
| Pachuca | 44             | 2.00 | Pachuca         | 17              | 0.73 |
| Guadalajara | 35             | 1.67 | Guadalajara     | 19              | 0.90 |
| América | 37             | 1.61 | América         | 21              | 0.91 |
| UAG | 30             | 1.58 | Cruz Azul       | 20              | 1.00 |
| Morelia | 24             | 1.26 | Toluca          | 17              | 1.00 |
| Cruz Azul | 25             | 1.25 | UNAM            | 18              | 1.06 |
| Atlante | 21             | 1.24 | Santos          | 23              | 1.10 |
| Atlas | 25             | 1.19 | Querétaro       | 20              | 1.18 |
| San Luis | 22             | 1.15 | Atlas           | 25              | 1.19 |
| UNAM | 19             | 1.12 | UAG             | 25              | 1.32 |
| Necaxa | 19             | 1.12 | San Luis        | 25              | 1.32 |
| Santos | 25             | 1.09 | Monterrey       | 23              | 1.35 |
| UANL | 20             | 1.05 | UANL            | 26              | 1.37 |
| Monterrey | 17             | 1.00 | Morelia         | 26              | 1.37 |
| Chiapas | 16             | 0.94 | Chiapas         | 26              | 1.53 |
| Toluca | 15             | 0.88 | Necaxa          | 26              | 1.53 |
| Querétaro | 15             | 0.88 | Atlante         | 27              | 1.59 |
| Veracruz | 11             | 0.65 | Veracruz        | 33              | 1.94 |

| Mejor Ofensiva | Mejor Ofensiva | Coc. | Mejor Defensiva | Mejor Defensiva | Coc. |
| Pachuca        | 44             | 2.00 | Pachuca         | 17              | 0.73 |
| Guadalajara    | 35             | 1.67 | Guadalajara     | 19              | 0.90 |
| América        | 37             | 1.61 | América         | 21              | 0.91 |
| UAG            | 30             | 1.58 | Cruz Azul       | 20              | 1.00 |
| Morelia        | 24             | 1.26 | Toluca          | 17              | 1.00 |
| Cruz Azul      | 25             | 1.25 | UNAM            | 18              | 1.06 |
| Atlante        | 21             | 1.24 | Santos          | 23              | 1.10 |
| Atlas          | 25             | 1.19 | Querétaro       | 20              | 1.18 |
| San Luis       | 22             | 1.15 | Atlas           | 25              | 1.19 |
| UNAM           | 19             | 1.12 | UAG             | 25              | 1.32 |
| Necaxa         | 19             | 1.12 | San Luis        | 25              | 1.32 |
| Santos         | 25             | 1.09 | Monterrey       | 23              | 1.35 |
| UANL           | 20             | 1.05 | UANL            | 26              | 1.37 |
| Monterrey      | 17             | 1.00 | Morelia         | 26              | 1.37 |
| Chiapas        | 16             | 0.94 | Chiapas         | 26              | 1.53 |
| Toluca         | 15             | 0.88 | Necaxa          | 26              | 1.53 |
| Querétaro      | 15             | 0.88 | Atlante         | 27              | 1.59 |
| Veracruz       | 11             | 0.65 | Veracruz        | 33              | 1.94 |

| \| Equipo \| \| \| Puntos \| Cociente \| \| ----------- \| -- \| - \| ------ \| -------- \| \| Guadalajara \| 52 \| 1 \| 54 \| 2.57 \| \| Querétaro \| 39 \| 3 \| 45 \| 2.64 \| \| Pachuca \| 54 \| 2 \| 58 \| 2.64 \| \| Santos \| 50 \| 5 \| 60 \| 2.86 \| \| América \| 70 \| 1 \| 72 \| 3.13 \| \| Toluca \| 46 \| 4 \| 54 \| 3.17 \| \| UNAM \| 48 \| 3 \| 54 \| 3.18 \| \| Cruz Azul \| 56 \| 7 \| 68 \| 3.40 \| \| Atlante \| 50 \| 4 \| 58 \| 3.41 \| \| Veracruz \| 47 \| 4 \| 59 \| 3.47 \| \| San Luis \| 56 \| 6 \| 68 \| 3.58 \| \| Atlas \| 72 \| 3 \| 78 \| 3.71 \| \| UANL \| 49 \| 7 \| 63 \| 3.71 \| \| UAG \| 53 \| 6 \| 65 \| 3.82 \| \| Necaxa \| 47 \| 9 \| 65 \| 3.82 \| \| Morelia \| 62 \| 6 \| 74 \| 3.89 \| \| Chiapas \| 58 \| 6 \| 70 \| 4.12 \| \| Monterrey \| 61 \| 5 \| 71 \| 4.18 \| |    |   |        |          |
| Equipo |    |   | Puntos | Cociente |
| Guadalajara | 52 | 1 | 54     | 2.57     |
| Querétaro | 39 | 3 | 45     | 2.64     |
| Pachuca | 54 | 2 | 58     | 2.64     |
| Santos | 50 | 5 | 60     | 2.86     |
| América | 70 | 1 | 72     | 3.13     |
| Toluca | 46 | 4 | 54     | 3.17     |
| UNAM | 48 | 3 | 54     | 3.18     |
| Cruz Azul | 56 | 7 | 68     | 3.40     |
| Atlante | 50 | 4 | 58     | 3.41     |
| Veracruz | 47 | 4 | 59     | 3.47     |
| San Luis | 56 | 6 | 68     | 3.58     |
| Atlas | 72 | 3 | 78     | 3.71     |
| UANL | 49 | 7 | 63     | 3.71     |
| UAG | 53 | 6 | 65     | 3.82     |
| Necaxa | 47 | 9 | 65     | 3.82     |
| Morelia | 62 | 6 | 74     | 3.89     |
| Chiapas | 58 | 6 | 70     | 4.12     |
| Monterrey | 61 | 5 | 71     | 4.18     |

| Equipo      |    |   | Puntos | Cociente |
| ----------- | -- | - | ------ | -------- |
| Guadalajara | 52 | 1 | 54     | 2.57     |
| Querétaro   | 39 | 3 | 45     | 2.64     |
| Pachuca     | 54 | 2 | 58     | 2.64     |
| Santos      | 50 | 5 | 60     | 2.86     |
| América     | 70 | 1 | 72     | 3.13     |
| Toluca      | 46 | 4 | 54     | 3.17     |
| UNAM        | 48 | 3 | 54     | 3.18     |
| Cruz Azul   | 56 | 7 | 68     | 3.40     |
| Atlante     | 50 | 4 | 58     | 3.41     |
| Veracruz    | 47 | 4 | 59     | 3.47     |
| San Luis    | 56 | 6 | 68     | 3.58     |
| Atlas       | 72 | 3 | 78     | 3.71     |
| UANL        | 49 | 7 | 63     | 3.71     |
| UAG         | 53 | 6 | 65     | 3.82     |
| Necaxa      | 47 | 9 | 65     | 3.82     |
| Morelia     | 62 | 6 | 74     | 3.89     |
| Chiapas     | 58 | 6 | 70     | 4.12     |
| Monterrey   | 61 | 5 | 71     | 4.18     |

## Clasificación final 2006-2007
| Po. | Equipo           | J  | G  | E  | P  | GF | GC | Dif | Pts |             |
| 1   | Pachuca          | 34 | 19 | 8  | 7  | 68 | 34 | 34  | 65  | CCC, SL, CS |
| 2   | América          | 34 | 17 | 8  | 9  | 47 | 30 | 17  | 59  | IL, SL, CS  |
| 3   | Cruz Azul        | 34 | 17 | 7  | 10 | 49 | 37 | 12  | 58  | IL          |
| 4   | Guadalajara      | 34 | 16 | 9  | 9  | 53 | 32 | 21  | 57  | CL, SL, CS  |
| 5   | Atlas            | 34 | 14 | 10 | 10 | 45 | 36 | 9   | 52  | IL          |
| 6   | UNAM             | 34 | 11 | 16 | 7  | 40 | 29 | 11  | 49  | IL          |
| 7   | Deportivo Toluca | 34 | 10 | 16 | 8  | 42 | 33 | 9   | 46  | IL          |
| 8   | Monterrey        | 34 | 12 | 10 | 12 | 44 | 44 | 0   | 46  | IL          |
| 9   | Morelia          | 34 | 14 | 3  | 17 | 46 | 50 | -4  | 45  | IL, SL      |
| 10  | San Luis¹        | 34 | 13 | 8  | 13 | 35 | 35 | 0   | 44  | IL          |
| 11  | Atlante          | 34 | 12 | 8  | 14 | 40 | 47 | -7  | 44  |             |
| 12  | Chiapas          | 34 | 11 | 9  | 14 | 35 | 42 | -7  | 42  |             |
| 13  | UAG              | 34 | 9  | 11 | 14 | 52 | 58 | -6  | 38  |             |
| 14  | Veracruz         | 34 | 11 | 5  | 18 | 37 | 64 | -27 | 38  |             |
| 15  | Querétaro¹       | 34 | 9  | 13 | 12 | 35 | 45 | -10 | 37  |             |
| 16  | UANL             | 34 | 9  | 10 | 15 | 31 | 57 | -26 | 37  |             |
| 17  | Necaxa           | 34 | 8  | 11 | 15 | 36 | 51 | -15 | 35  |             |
| 18  | Santos           | 34 | 7  | 12 | 15 | 40 | 51 | -11 | 33  |             |

1:Fueron penalizados con 3 puntos menos por no cumplir con el tiempo de los menores 20/11.